# Château d'Ancenis
Le château d'Ancenis est un château fort breton bâti en 984 sur les bords de la Loire dans la ville d'Ancenis, en Loire-Atlantique.

## Historique

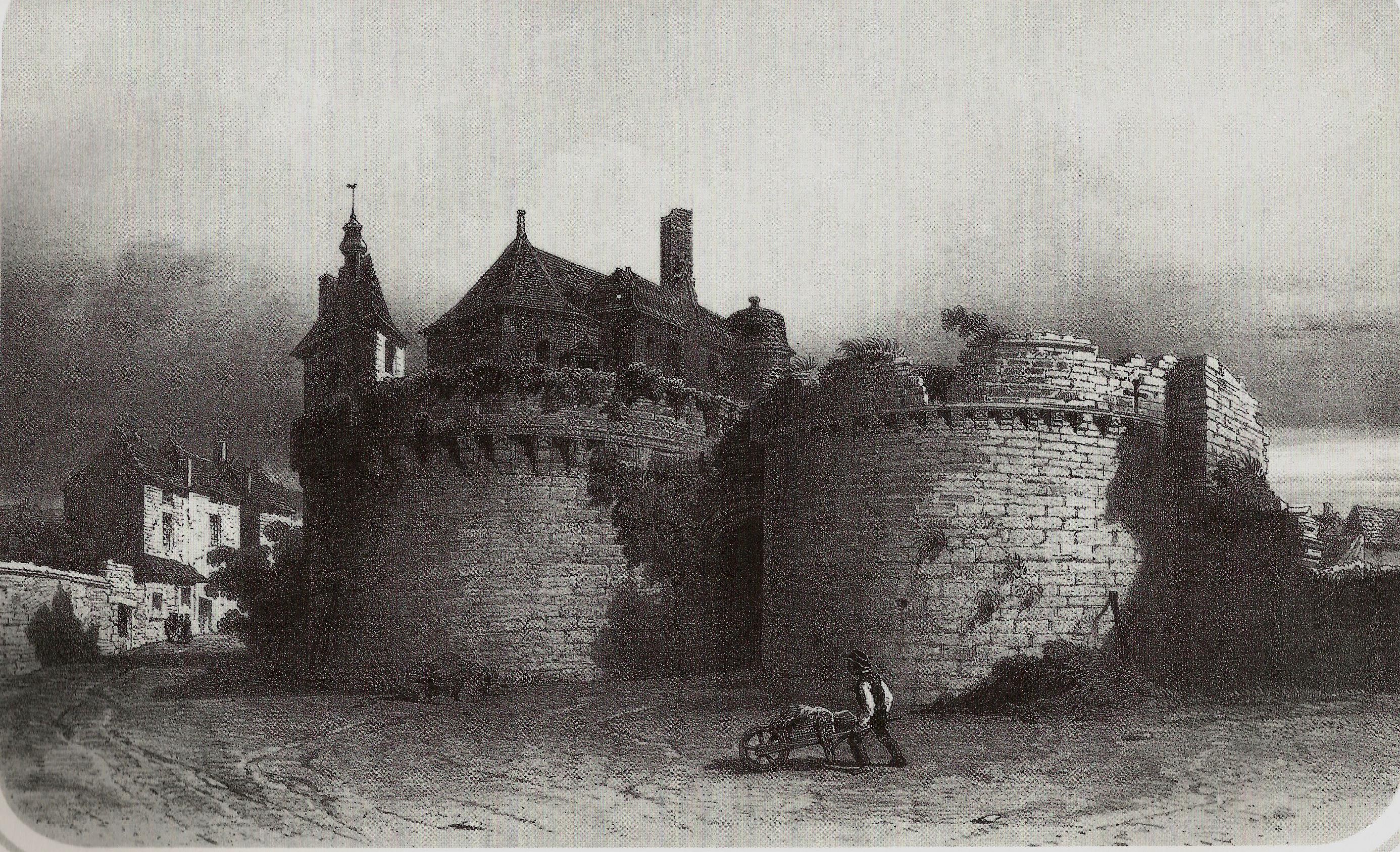
Château d'Ancenis, gravure de Thomas Drake, 1860.

Il fait l’objet d’un classement au titre des monuments historiques depuis le 2 novembre 1977. Cette protection concerne l’ensemble des fortifications, ainsi que les façades et toitures des bâtis (logis Renaissance, ancienne chapelle et du logis dit « de Marie Fouquet »).
Le château a été construit vers 984 à l’initiative d'Aremberge, épouse de Guérech, comte de Nantes et duc de Bretagne. Il s'agissait, à l'origine, d'une motte castrale, c'est-à-dire un donjon en bois élevé sur un tertre. Il possédait des défenses rudimentaires, à savoir un fossé, une simple palissade avec un enclos pour abriter la population. Du fait de sa position, il devint rapidement un endroit idéal pour surveiller le fleuve, exerçant ainsi un contrôle militaire et économique.
La forteresse médiévale (XVe siècle) possède un système d'accès unique : un pont-levis couvert disposé en chicane et une galerie voûtée coudée avec une herse.

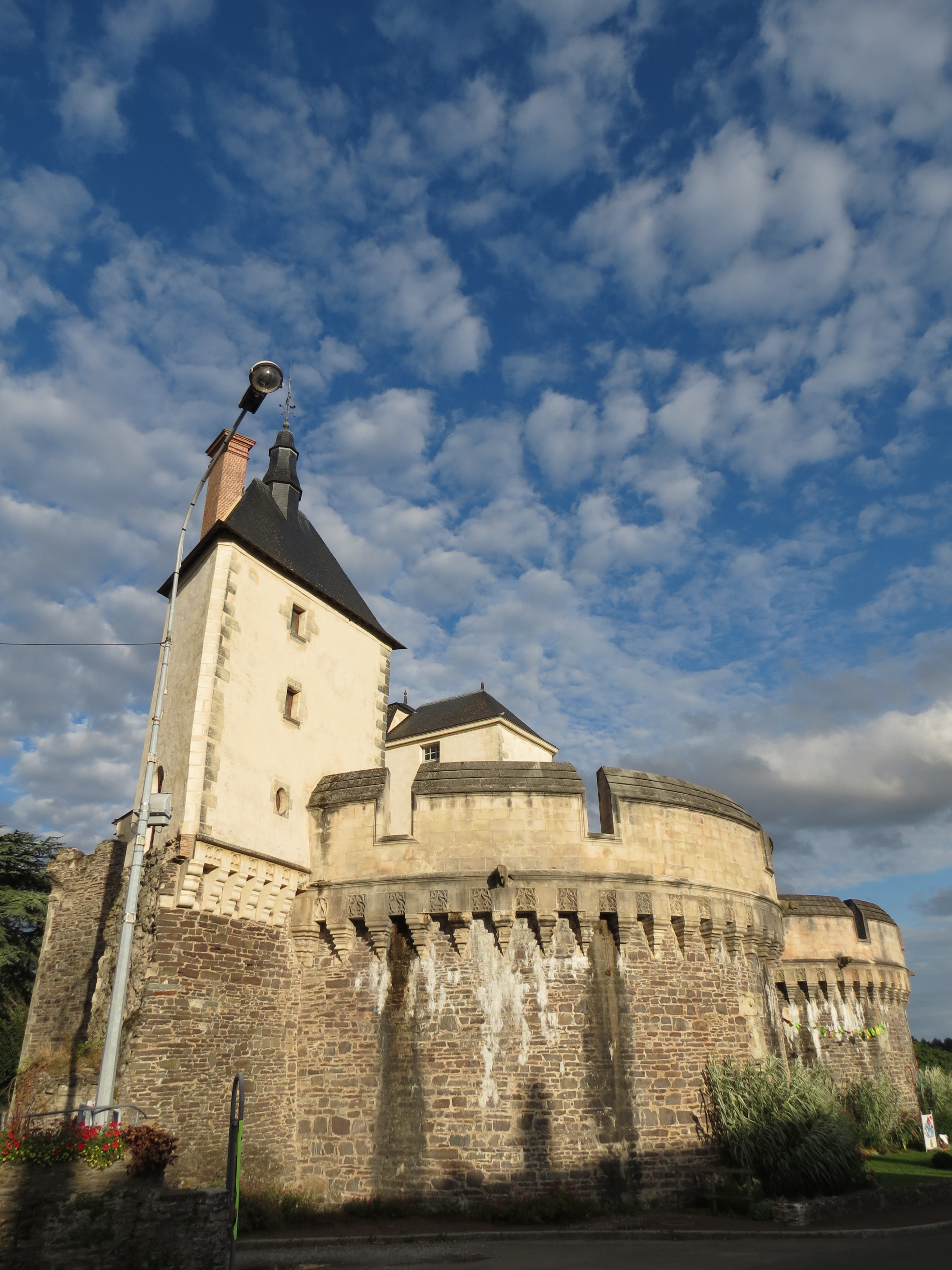

## Source
- Le château, classé monument historique sur le site de la commune d'Ancenis.